# Nikola Pašić
Nikola Pašić (serbe cyrillique : Никола Пашић ; aroumain et roumain Nicolae Pascu) né le 18 décembre 1845 à Zaječar et mort le 10 décembre 1926 à Belgrade, était un diplomate et un homme politique serbe. Il joue un rôle déterminant dans la vie politique serbe jusqu'en 1926. Fondateur et chef du Parti radical, il est plusieurs fois élu maire de Belgrade (en 1890-1891 et en 1897), devient premier ministre en 1891-1892 et à de nombreuses reprises entre 1904 et 1918, puis est premier ministre du royaume des Serbes, Croates et Slovènes en 1918, de 1921 à 1924 et de 1924 à 1926.

## La jeunesse
Nikola Pašić est né à Zaječar à l’est de la Serbie, dans une famille venue de Bulgarie. Selon diverses légendes invérifiables, sa mère, bulgare, se remaria avec un « Valaque » de Serbie nommé Pascu, d'où le nom de Pašić. Quoi qu'il en soit, Nikola Pašić ne s'affirma jamais autrement que comme Serbe.
Il effectua ses premières études à Zaječar, puis à Negotin et à Kragujevac. En 1866, il fut étudiant à la Faculté de Technologie de l'université de Belgrade et, en 1868, il fut envoyé à l’École polytechnique de Zurich, où il obtint le titre d’ingénieur. Il travailla à la construction de la ligne ferroviaire reliant Vienne à Budapest. 

## Le Parti radical
De jeunes Serbes étudiaient en Suisse, acquis pour certains aux idées socialistes. Ils allaient devenir les chefs du futur Parti radical de Serbie. Parmi eux, on trouve notamment Svetozar Marković, un des pères du socialisme en Serbie. Nikola Pašić devint l’ami de Marković, mais aussi de Pera Todorović, Pera Velimirović, Lazar Paču, Jovan M. Žujović et Mita Rakić. En 1875, journaliste pour la presse serbe en Europe, il se rend dans les Sandjaks de Bosnie et d'Herzégovine pour couvrir pour ce journal les événements de la crise de 1875. 
À son retour en Serbie, Nikola Pašić prit ses distances vis-à-vis de Svetozar Marković. Après la mort de ce dernier en 1875, Pašić devint le chef du mouvement radical, dans lequel il exerce rapidement une influence importante. En 1878, il fut élu à la Skupština, l’Assemblée nationale de Serbie. En 1880, il forma un groupe d’opposition à l’Assemblée nationale de Serbie et, en janvier 1881, le Parti radical populaire fut fondé et Nikola Pašić en fut élu président à l'unanimité, avec le programme politique similaire du programme des radicaux français. Le Parti développe rapidement un réseau de sections locales et s'attire les suffrages paysans.

## La rébellion du Timok
Le parti de Pašić, appuyé sur les paysans majoritairement roumains de la région Timac /Timok, s'affirme de plus en plus comme la principale force politique du royaume. Aux élections de septembre 1883, il obtint 54 % des suffrages, contre 30 % en faveur du parti du Progrès favorable au roi Milan Ier Obrenović. Malgré cela, le roi demanda à Nikola Hristić de former un gouvernement. Hristić fut obligé de dissoudre l’assemblée.
La décision de désarmer la population rendit l’atmosphère encore plus tendue. Une révolte eut lieu à l’est de la Serbie dans la vallée du Timok. Immédiatement, le roi Milan accusa les radicaux et envoya une armée pour mater la rébellion, composée de paysans armés. Pašić, qui s’était réfugié en Bulgarie, est condamné à mort par contumace. 
En 1885, le roi Milan déclara la guerre à la Bulgarie. Après la défaite des Serbes, une amnistie générale fut proclamée contre les rebelles roumains du Timok. Cependant, Nicolae Pascu/Nikola Pašić demeura en exil jusqu'à l’abdication du roi Milan, en 1889. Quelques jours après l’abdication du souverain, les radicaux formèrent leur premier gouvernement sous la direction du roumain Sava Gruia, alias Sava Grujić. Pašić gracié en 1889 revient en héros reprendre la direction du Parti radical.

## Premières responsabilités politique nationales

### Le Président de l’Assemblée nationale et le maire de Belgrade
Le 13 octobre 1889, Nikola Pašić fut élu président de l’Assemblée nationale, fonction qu’il exerça jusqu'au 9 juin 1892. Le 11 janvier 1890, il fut également élu maire de Belgrade (il le resta jusqu'au 26 janvier 1891. Il fut encore deux fois président de l’assemblée, du 13 juin 1893 jusqu'en septembre 1895 et du 12 juillet 1897 au 29 juin 1898. Il fut encore maire de Belgrade du 22 janvier 1897 au 25 novembre de la même année.

### Le premier gouvernement
Le 23 février 1891, Nikola Pašić devint premier ministre pour la première fois. Cependant en mai 1890, l’ex-roi Milan revint en Serbie et commença à faire campagne contre Pašić et les radicaux. Le 16 juin 1892, Kosta Protić, l’un des trois régents qui gouvernaient à la place du jeune roi Alexandre, mourut. Selon la constitution, l’Assemblée nationale dut lui choisir un remplaçant. Mais l’Assemblée étant en vacance, Pašić voulut la convoquer en session extraordinaire. Jovan Ristić, le plus puissant des deux régents restant, craignant que Pašić ne soit à son tour élu comme corégent, s’opposa à la réunion de la session extraordinaire. Le 22 août 1892, Pašić démissionna. 

## Diplomate
Pour exercer le pouvoir avant d’atteindre sa majorité, le roi Alexandre renvoya le conseil de régence. Il proposa à un radical modéré, Lazar Dokić, de former un gouvernement. Pašić refusa d’y participer. En 1893-1894, le jeune roi, en partie pour se débarrasser de lui, l’envoya en tant que représentant extraordinaire à Saint-Pétersbourg. Actif à Saint-Pétersbourg, il crée les conditions d'un rapprochement entre le royaume de Serbie et l'Empire russe, considérant que la Serbie ne pourra s'émanciper de la tutelle autrichienne qu'avec l'aide de la Russie. 
À partir de 1897, Alexandre gouverna avec l’aide de son père, l’ex-roi Milan ; détestant tous deux Pašić, ils le firent arrêter en 1898.

## L’attentat d’Ivanjdan
En juin 1899, un ancien pompier, Đura Knežević, fut condamné à mort pour tentative d’assassinat contre l’ex-roi Milan. Le soir même, Milan fit une déclaration dans laquelle il affirma que le Parti radical se trouvait derrière cette tentative. Tous les chefs du parti furent arrêtés, y compris Pašić. L’empereur d’Autriche envoya un émissaire à Belgrade pour informer Milan que l’Autriche-Hongrie s’opposerait à la dynastie des Obrenović si Pašić était tué. Cependant, le gouvernement de Belgrade, avant de relâcher Pašić, lui fait signer un texte reconnaissant sa responsabilité dans la tentative d'assassinat. Ayant la vie sauve, mais discrédité (le document est publié), il se retire de la vie politique, durant les dernières années du règne d'Alexandre.

## L’assassinat du roi Alexandre Obrenović
Le 11 juin 1903, le roi Alexandre et sa femme, Draga Mašin, furent assassinés, ainsi que le premier ministre Dimitrije Cincar-Marković et le ministre de la Défense, Milovan Pavlović. Le nouveau roi, Pierre Ier Karađorđević fut accepté par le peuple. 
Le 4 octobre 1903, après les élections, le Parti radical accéda au pouvoir ; il y resta pendant quinze ans. Mais Pašić laissa momentanément à d’autres le soin de diriger les divers cabinets.

## Le principal homme d'État serbe, 1903-1918

### Deuxième expérience gouvernementale
Le 8 février 1904, Nikola Pašić devint ministre des Affaires étrangères dans le cabinet de Sava Grujić. Il fut lui-même Premier ministre du 10 décembre 1904 au 28 mai 1905, tout en conservant son poste aux Affaires étrangères. Pendant dix ans, la Serbie connut un développement économique considérable. 
Du 30 avril 1906 au 20 juillet 1908, Nikola Pašić fut de nouveau chef du gouvernement. Depuis 1878, la Bosnie-Herzégovine, tout en restant encore officiellement dans l’Empire ottoman, était occupée par l’Autriche-Hongrie. En 1908, l'empire d'Autriche annexa le pays. Les Serbes protestèrent, mais en vain. 
Pašić forma deux autres cabinets ; le premier du 24 octobre 1909 jusqu'au 4 juillet 1911, l’autre à partir du 12 septembre 1912. 

## Les guerres balkaniques

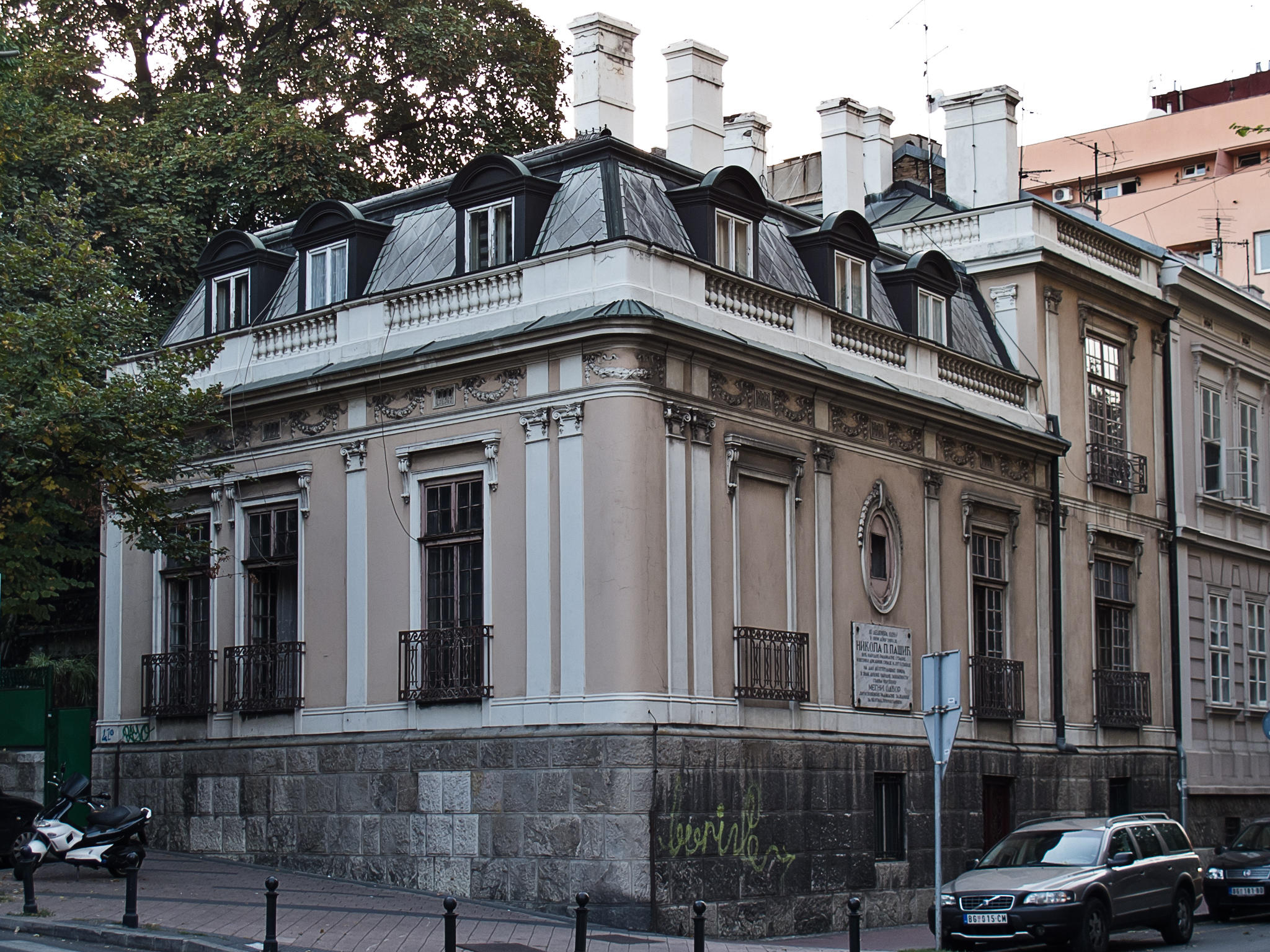
La maison de Nikola Pašić à Belgrade

Il contribua au succès des guerres des Balkans qui permirent à la Serbie d’occuper les territoires de l'ancienne Serbie médiévale, où les Serbes étaient minoritaires (Kosovo et Macédoine) : pour ne pas avoir à reconnaître les mêmes droits à leurs habitants albanophones et bulgarophones, les Parlementaires ne se réunirent jamais en Grande assemblée comme l'exigeait l'article 3 de la Constitution.
Dans les mois qui précèdent le déclenchement du conflit mondiale, devant faire face à la sourde opposition du gouvernement austro-hongrois, il participe à la mise en place d'une nouvelle ligue balkanique, réunissant les vainqueurs de la Deuxième Guerre balkanique, la Serbie, la Grèce et la Roumanie : cette ligue, constituée sous l'égide de la Russie, est avant tout dirigée contre l'Empire austro-hongrois.
Il est la cible des critiques des cercles nationalistes réunis dans l'organisation La Main noire qui lui reprochent sa réaction face à la Bulgarie en 1913.
Ayant appris le passage de membres de l'organisation étudiante Jeune Bosnie en Bosnie, il décide de diligenter une enquête sur ses passages d'armes et de personnes et ordonne également une enquête sur le lieutenant colonel Dragutin Dimitrijević, dirigeant de la Main noire et chef du service de renseignement de l'état-major. Ces mesures ne sont pas suffisantes pour empêcher l'attentat de Sarajevo où le 28 juin 1914, l’archiduc François-Ferdinand est assassiné. 
Les Autrichiens accusent aussitôt la Serbie et envoient un ultimatum en dix points. Pašić s'efforce de collaborer et contre l'opinion publique, outrée par les demandes autrichiennes, ainsi que l'avis de certains de ses ministres, il remet l'acceptation de l'ultimatum à l'exception du point 6 qui exige le déplacement d'enquêteurs austro-hongrois sur le sol serbe. Il est soutenu par l'ambassadeur russe Nikolai Hartwig et par le ministre russe des Affaires étrangères. Ayant exigé l'acceptation de tous les points, les Autrichiens déclarent la guerre à la Serbie le 28 juillet 1914 ce qui signe le début de la Première Guerre mondiale.

### La Première Guerre mondiale
Pour un article plus général, voir Serbie dans la Première Guerre mondiale.

## Nikola Pašić premier président du conseil du royaume des Serbes, Croates et Slovènes

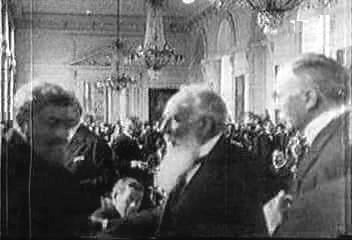
Lors du traité de Trianon avec Ion I. C. Brătianu.

Le 24 novembre, la Voïvodine hongroise à Novi Sad proclama l'unification inconditionnelle avec la Serbie, tandis que le Monténégro, par les décisions d'une assemblée populaire tenue à Podgorica le 26 novembre, se réunit avec la Serbie. Le 1er décembre 1918, le royaume des Serbes, Croates et Slovènes fut créé après que les représentants du Conseil populaire de Zagreb demandèrent au roi Alexandre de s'unir avec la Serbie. Pašić devint de facto le premier ministre de ce nouveau pays. Mais le 20 décembre 1918, le prince régent Alexandre appela Stojan M. Protić à former un nouveau gouvernement.

## Action diplomatique à la conférence de la paix de Paris
Nikola Pašić fut désigné par le prince-régent Alexandre comme le principal négociateur serbe à la Conférence de paix de Paris de 1919, possiblement pour l'éloigner de Belgrade. Ce dernier doit former un binome avec Ante Trumbic, un croate, afin de défendre le projet d'union des slaves du Sud devant le Conseil des 4. Cependant, les deux partenaires ont une vision radicalement différente du devenir du futur État. Pendant les mois de négociation, Pašić pousse pour un État unitaire et centralisé à l'inverse de ses coéquipiers de la délégation, Croates et Slovènes, qui imaginaient le nouvel État sous une forme fédérale, ou au moins décentralisée. Alors que ces derniers perçoivent la futur Yougoslavie comme une union d'égaux, librement consentie, Pašić imagine cet État comme une « Serbie agrandie » où les Serbes auraient le maîtrise de la politique nationale ainsi que de l'armée.  

En conversation avec Ante Trumbic, ce dernier lui explique ce qu'il projette pour les Bosniaques (Slaves musulmans convertis sous l'influence des Turcs). Ces derniers auront 24 à 48 heures pour revenir à la foi orthodoxe :  
« - Ceux qui s'y refuseront seront éliminés, comme nous l'avons fait autrefois en Serbie. (Pašić) 
- Vous n'êtes pas sérieux ? (Trumbic) 

- Mais si. Tout à fait sérieux ». (Pašić).  
Sur le plan stratégique, la délégation « yougoslave » n'est pas homogène quand elle s'exprime devant le conseil des 4, en février 1919. Les Croates et les Slovènes désirent s'étendre au Nord en absorbant Klagenfurt et une partie du Sud de l'Autriche, notamment le duché de Carniole, tandis que les Serbes souhaitent s’agrandir à l'Est et grignoter une partie du territoire bulgare. Tactiquement, Sydney Sonnino, représentant de l'Italie, cherche à empêcher (en vain) que les revendications yougoslaves soient examinées par le Conseil, tant ces dernières sont incompatibles avec l'irrédentisme italien sur la Dalmatie. Le pays né de cette négociation sera à l'image des désirs contradictoires de ses membres, une mosaïque de peuples, traversée de fortes tensions ethniques et religieuses.  
Des élections eurent lieu le 28 novembre 1920. Encore une fois, le Parti radical fut l’une des plus importantes forces politiques du pays. Le 1er janvier 1921, Nikola Pašić forma une coalition et il devint à nouveau premier ministre. Le 28 juin 1921, une nouvelle constitution fut proclamée à Vidovdan ; elle organisait le nouveau royaume des Serbes, Croates et Slovènes. La Slovénie, la Croatie, la Dalmatie, le Monténégro, la Bosnie-Herzégovine et la Voïvodine entraient au sein du nouveau État yougoslave centralisé. 
Pašić demeure ensuite premier ministre jusqu’au 8 avril 1926. Il mourut d'une crise cardiaque à Belgrade le 10 décembre 1926.